# Sanxiasaurus
Sanxiasaurus (букв. «ящір Санься», від китайської назви регіону Три ущелини — Санься) — рід динозаврів, базальний для клади Neornithischia. Існував у середньому юрському періоді. Рештки знайдені на території КНР.
Це найдавніший відомий представник Neornithischia з території Азії. Описано один вид — Sanxiasaurus modaoxiensis.